# Trachea punkikonis
Trachea punkikonis är en fjärilsart som beskrevs av Matsumura 1929. Trachea punkikonis ingår i släktet Trachea och familjen nattflyn. Inga underarter finns listade i Catalogue of Life.